# 무대 모니터 시스템

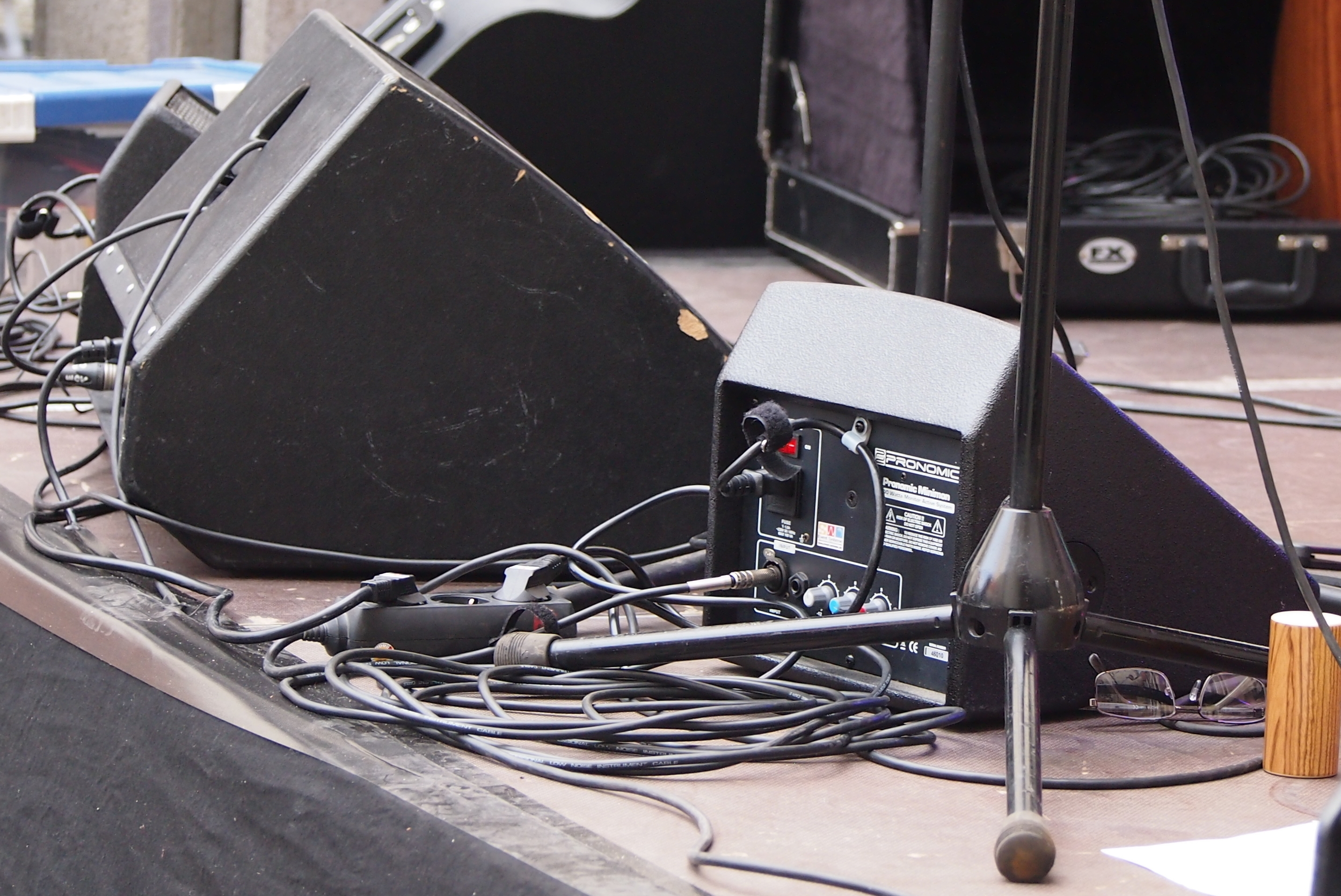
잭과 XLR 케이블로 연결된 스테이지 모니터는 메인 콘솔에서 사운드를 수신한다.

무대 모니터 시스템, 스테이지 모니터 시스템(영어: stage monitor system)은 청중을 위한 공연을 증폭시키기 위해 사운드 강화 시스템을 사용하는 라이브 음악 공연 중 무대 위의 모니터 스피커(monitor speaker), 무대 모니터(stage monitor), 웨지(wedge), 폴드백(foldback)이라고 불리는 무대 방향 음향 세트다. 모니터 시스템을 통해 음악가는 자신과 밴드 멤버의 소리를 명확하게 들을 수 있다.